# Lista över fornlämningar i Södertälje kommun (Ytterjärna)
Lista över fornlämningar i Södertälje kommun (Ytterjärna) är en förteckning av ett urval av de fornlämningar som finns i Ytterjärna i Södertälje kommun.
| Namn                         | Lämningstyp                      | Tillkomsttid | Historisk indelning      | Plats                | Läge                 | ID-nr          | Bild                                      |
| ---------------------------- | -------------------------------- | ------------ | ------------------------ | -------------------- | -------------------- | -------------- | ----------------------------------------- |
| Trindborgen (Ytterjärna 1:1) | Fästning/skans                   |              | Ytterjärna, Södermanland |                      | 59.104967, 17.685449 | 10011900010001 | Ladda upp en till bild av detta fornminne |
| Trindborgen (Ytterjärna 1:3) | Husgrund, historisk tid          |              | Ytterjärna, Södermanland |                      | 59.104519, 17.684579 | 10011900010003 | Ladda upp en bild av detta fornminne      |
| Ytterjärna 4:1               | Stensättning                     |              | Ytterjärna, Södermanland |                      | 59.111137, 17.673838 | 10011900040001 | Ladda upp en bild av detta fornminne      |
| Ytterjärna 4:2               | Stensättning                     |              | Ytterjärna, Södermanland |                      | 59.111324, 17.673889 | 10011900040002 | Ladda upp en bild av detta fornminne      |
| Sö 350 (Ytterjärna 6:1)      | Runristning                      |              | Ytterjärna, Södermanland | Valsta (Brandalsund) | 59.111109, 17.660546 | 10011900060001 | Ladda upp en till bild av detta fornminne |
| Ytterjärna 7:1               | Gravfält                         |              | Ytterjärna, Södermanland |                      | 59.120488, 17.649370 | 10011900070001 | Ladda upp en bild av detta fornminne      |
| Ytterjärna 8:1               | Stensättning                     |              | Ytterjärna, Södermanland |                      | 59.113598, 17.682693 | 10011900080001 | Ladda upp en bild av detta fornminne      |
| Ytterjärna 8:2               | Stensättning                     |              | Ytterjärna, Södermanland |                      | 59.113741, 17.682740 | 10011900080002 | Ladda upp en bild av detta fornminne      |
| Ytterjärna 8:3               | Stensättning                     |              | Ytterjärna, Södermanland |                      | 59.113691, 17.682544 | 10011900080003 | Ladda upp en bild av detta fornminne      |
| Ytterjärna 10:1              | Röse                             |              | Ytterjärna, Södermanland |                      | 59.114142, 17.680853 | 10011900100001 | Ladda upp en bild av detta fornminne      |
| Ytterjärna 10:2              | Röse                             |              | Ytterjärna, Södermanland |                      | 59.114281, 17.681075 | 10011900100002 | Ladda upp en bild av detta fornminne      |
| Ytterjärna 11:1              | Gravfält                         |              | Ytterjärna, Södermanland |                      | 59.114155, 17.651456 | 10011900110001 | Ladda upp en bild av detta fornminne      |
| Ytterjärna 12:1              | Stensättning                     |              | Ytterjärna, Södermanland |                      | 59.113308, 17.651686 | 10011900120001 | Ladda upp en bild av detta fornminne      |
| Ytterjärna 13:1              | Gravfält                         |              | Ytterjärna, Södermanland |                      | 59.115064, 17.653371 | 10011900130001 | Ladda upp en bild av detta fornminne      |
| Ytterjärna 14:1              | Röse                             |              | Ytterjärna, Södermanland |                      | 59.115760, 17.659805 | 10011900140001 | Ladda upp en bild av detta fornminne      |
| Ytterjärna 15:1              | Gravfält                         |              | Ytterjärna, Södermanland |                      | 59.115819, 17.639995 | 10011900150001 | Ladda upp en bild av detta fornminne      |
| Ytterjärna 17:1              | Stensättning                     |              | Ytterjärna, Södermanland |                      | 59.108884, 17.635869 | 10011900170001 | Ladda upp en bild av detta fornminne      |
| Ytterjärna 18:1              | Gravfält                         |              | Ytterjärna, Södermanland |                      | 59.115910, 17.638342 | 10011900180001 | Ladda upp en bild av detta fornminne      |
| Ytterjärna 20:1              | Röse                             |              | Ytterjärna, Södermanland |                      | 59.118016, 17.640207 | 10011900200001 | Ladda upp en bild av detta fornminne      |
| Ytterjärna 20:2              | Stensättning                     |              | Ytterjärna, Södermanland |                      | 59.117913, 17.639988 | 10011900200002 | Ladda upp en bild av detta fornminne      |
| Ytterjärna 21:1              | Stensättning                     |              | Ytterjärna, Södermanland |                      | 59.119953, 17.646449 | 10011900210001 | Ladda upp en bild av detta fornminne      |
| Ytterjärna 21:2              | Stensättning                     |              | Ytterjärna, Södermanland |                      | 59.120093, 17.647019 | 10011900210002 | Ladda upp en bild av detta fornminne      |
| Ytterjärna 23:2              | Stensättning                     |              | Ytterjärna, Södermanland |                      | 59.117357, 17.638131 | 10011900230002 | Ladda upp en bild av detta fornminne      |
| Ytterjärna 24:1              | Gravfält                         |              | Ytterjärna, Södermanland |                      | 59.119654, 17.632233 | 10011900240001 | Ladda upp en bild av detta fornminne      |
| Ytterjärna 26:3              | Stensättning                     |              | Ytterjärna, Södermanland |                      | 59.117216, 17.616470 | 10011900260003 | Ladda upp en bild av detta fornminne      |
| Ytterjärna 30:1              | Stensättning                     |              | Ytterjärna, Södermanland |                      | 59.118089, 17.629643 | 10011900300001 | Ladda upp en bild av detta fornminne      |
| Ytterjärna 31:1              | Stensättning                     |              | Ytterjärna, Södermanland |                      | 59.121532, 17.652259 | 10011900310001 | Ladda upp en bild av detta fornminne      |
| Ytterjärna 31:2              | Stensättning                     |              | Ytterjärna, Södermanland |                      | 59.121271, 17.652691 | 10011900310002 | Ladda upp en bild av detta fornminne      |
| Ytterjärna 33:1              | Gravfält                         |              | Ytterjärna, Södermanland |                      | 59.115502, 17.627423 | 10011900330001 | Ladda upp en bild av detta fornminne      |
| Ytterjärna 34:1              | Gravfält                         |              | Ytterjärna, Södermanland |                      | 59.115302, 17.622684 | 10011900340001 | Ladda upp en bild av detta fornminne      |
| Ytterjärna 35:1              | Grav- och boplatsområde          |              | Ytterjärna, Södermanland |                      | 59.118491, 17.617432 | 10011900350001 | Ladda upp en bild av detta fornminne      |
| Ytterjärna 36:1              | Gravfält                         |              | Ytterjärna, Södermanland |                      | 59.117190, 17.613476 | 10011900360001 | Ladda upp en bild av detta fornminne      |
| Ytterjärna 38:1              | Stensättning                     |              | Ytterjärna, Södermanland |                      | 59.115518, 17.614888 | 10011900380001 | Ladda upp en bild av detta fornminne      |
| Ytterjärna 38:2              | Stensättning                     |              | Ytterjärna, Södermanland |                      | 59.115462, 17.615112 | 10011900380002 | Ladda upp en bild av detta fornminne      |
| Sö 347 (Ytterjärna 39:1)     | Runristning                      |              | Ytterjärna, Södermanland | Gersta (Gerstaberg)  | 59.114738, 17.601179 | 10011900390001 | Ladda upp en till bild av detta fornminne |
| Sö 346 (Ytterjärna 40:1)     | Runristning                      |              | Ytterjärna, Södermanland | Gersta (Gerstaberg)  | 59.114859, 17.597660 | 10011900400001 | Ladda upp en till bild av detta fornminne |
| Ytterjärna 41:1              | Gravfält                         |              | Ytterjärna, Södermanland |                      | 59.115220, 17.589752 | 10011900410001 | Ladda upp en bild av detta fornminne      |
| Ytterjärna 42:1              | Stensättning                     |              | Ytterjärna, Södermanland |                      | 59.114886, 17.633202 | 10011900420001 | Ladda upp en bild av detta fornminne      |
| Ytterjärna 43:1              | Gravfält                         |              | Ytterjärna, Södermanland |                      | 59.114775, 17.628611 | 10011900430001 | Ladda upp en bild av detta fornminne      |
| Ytterjärna 44:1              | Grav- och boplatsområde          |              | Ytterjärna, Södermanland |                      | 59.114363, 17.623806 | 10011900440001 | Ladda upp en bild av detta fornminne      |
| Ytterjärna 46:1              | Stensättning                     |              | Ytterjärna, Södermanland |                      | 59.104232, 17.637225 | 10011900460001 | Ladda upp en bild av detta fornminne      |
| Ytterjärna 48:1              | Stensättning                     |              | Ytterjärna, Södermanland |                      | 59.113438, 17.590975 | 10011900480001 | Ladda upp en bild av detta fornminne      |
| Ytterjärna 48:2              | Stensättning                     |              | Ytterjärna, Södermanland |                      | 59.113272, 17.590551 | 10011900480002 | Ladda upp en bild av detta fornminne      |
| Ytterjärna 53:1              | Gravfält                         |              | Ytterjärna, Södermanland |                      | 59.119570, 17.591424 | 10011900530001 | Ladda upp en bild av detta fornminne      |
| Ytterjärna 55:1              | Gravfält                         |              | Ytterjärna, Södermanland |                      | 59.120220, 17.606470 | 10011900550001 | Ladda upp en bild av detta fornminne      |
| Ytterjärna 56:1              | Stensättning                     |              | Ytterjärna, Södermanland |                      | 59.122300, 17.609472 | 10011900560001 | Ladda upp en bild av detta fornminne      |
| Ytterjärna 57:1              | Stensättning                     |              | Ytterjärna, Södermanland |                      | 59.120896, 17.606347 | 10011900570001 | Ladda upp en bild av detta fornminne      |
| Ytterjärna 58:1              | Stensättning                     |              | Ytterjärna, Södermanland |                      | 59.120032, 17.604797 | 10011900580001 | Ladda upp en bild av detta fornminne      |
| Ytterjärna 59:1              | Gravfält                         |              | Ytterjärna, Södermanland |                      | 59.120516, 17.590678 | 10011900590001 | Ladda upp en bild av detta fornminne      |
| Ytterjärna 60:1              | Stensättning                     |              | Ytterjärna, Södermanland |                      | 59.104701, 17.611898 | 10011900600001 | Ladda upp en bild av detta fornminne      |
| Ytterjärna 61:1              | Stensättning                     |              | Ytterjärna, Södermanland |                      | 59.107188, 17.607177 | 10011900610001 | Ladda upp en bild av detta fornminne      |
| Ytterjärna 62:1              | Stensättning                     |              | Ytterjärna, Södermanland |                      | 59.109252, 17.608833 | 10011900620001 | Ladda upp en bild av detta fornminne      |
| Ytterjärna 64:1              | Röse                             |              | Ytterjärna, Södermanland |                      | 59.105469, 17.623963 | 10011900640001 | Ladda upp en bild av detta fornminne      |
| Ytterjärna 64:2              | Stensättning                     |              | Ytterjärna, Södermanland |                      | 59.105721, 17.623868 | 10011900640002 | Ladda upp en bild av detta fornminne      |
| Ytterjärna 65:1              | Stensättning                     |              | Ytterjärna, Södermanland |                      | 59.105082, 17.621332 | 10011900650001 | Ladda upp en bild av detta fornminne      |
| Ytterjärna 67:1              | Fornborg                         |              | Ytterjärna, Södermanland |                      | 59.106296, 17.657606 | 10011900670001 | Ladda upp en bild av detta fornminne      |
| Ytterjärna 68:1              | Fornborg                         |              | Ytterjärna, Södermanland |                      | 59.103433, 17.668685 | 10011900680001 | Ladda upp en bild av detta fornminne      |
| Ytterjärna 69:1              | Stensättning                     |              | Ytterjärna, Södermanland |                      | 59.115773, 17.666915 | 10011900690001 | Ladda upp en bild av detta fornminne      |
| Ytterjärna 69:2              | Stensättning                     |              | Ytterjärna, Södermanland |                      | 59.116097, 17.666890 | 10011900690002 | Ladda upp en bild av detta fornminne      |
| Ytterjärna 74:1              | Gravfält                         |              | Ytterjärna, Södermanland |                      | 59.119433, 17.649480 | 10011900740001 | Ladda upp en bild av detta fornminne      |
| Ytterjärna 75:1              | Stensättning                     |              | Ytterjärna, Södermanland |                      | 59.071116, 17.658687 | 10011900750001 | Ladda upp en bild av detta fornminne      |
| Ytterjärna 85:1              | Stensättning                     |              | Ytterjärna, Södermanland |                      | 59.127426, 17.655833 | 10011900850001 | Ladda upp en bild av detta fornminne      |
| Ytterjärna 86:1              | Stensättning                     |              | Ytterjärna, Södermanland |                      | 59.119666, 17.603701 | 10011900860001 | Ladda upp en bild av detta fornminne      |
| Ytterjärna 87:1              | Stensättning                     |              | Ytterjärna, Södermanland |                      | 59.113741, 17.648335 | 10011900870001 | Ladda upp en bild av detta fornminne      |
| Ytterjärna 87:2              | Stensättning                     |              | Ytterjärna, Södermanland |                      | 59.113643, 17.648309 | 10011900870002 | Ladda upp en bild av detta fornminne      |
| Ytterjärna 97:1              | Hällristning                     |              | Ytterjärna, Södermanland |                      | 59.090177, 17.602781 | 10011900970001 | Ladda upp en bild av detta fornminne      |
| Ytterjärna 97:2              | Hällristning                     |              | Ytterjärna, Södermanland |                      | 59.090194, 17.602773 | 10011900970002 | Ladda upp en bild av detta fornminne      |
| Ytterjärna 97:3              | Hällristning                     |              | Ytterjärna, Södermanland |                      | 59.090177, 17.602779 | 10011900970003 | Ladda upp en bild av detta fornminne      |
| Ytterjärna 97:4              | Hällristning                     |              | Ytterjärna, Södermanland |                      | 59.090673, 17.602480 | 10011900970004 | Ladda upp en bild av detta fornminne      |
| Ytterjärna 98:1              | Hällristning                     |              | Ytterjärna, Södermanland |                      | 59.090810, 17.604347 | 10011900980001 | Ladda upp en bild av detta fornminne      |
| Ytterjärna 99:1              | Hällristning                     |              | Ytterjärna, Södermanland |                      | 59.091601, 17.604642 | 10011900990001 | Ladda upp en bild av detta fornminne      |
| Ytterjärna 99:2              | Hällristning                     |              | Ytterjärna, Södermanland |                      | 59.091583, 17.605538 | 10011900990002 | Ladda upp en bild av detta fornminne      |
| Ytterjärna 99:3              | Hällristning                     |              | Ytterjärna, Södermanland |                      | 59.091579, 17.605769 | 10011900990003 | Ladda upp en bild av detta fornminne      |
| Ytterjärna 100:1             | Hällristning                     |              | Ytterjärna, Södermanland |                      | 59.091057, 17.608456 | 10011901000001 | Ladda upp en bild av detta fornminne      |
| Ytterjärna 100:2             | Hällristning                     |              | Ytterjärna, Södermanland |                      | 59.091068, 17.608413 | 10011901000002 | Ladda upp en bild av detta fornminne      |
| Ytterjärna 102:1             | Stensättning                     |              | Ytterjärna, Södermanland |                      | 59.095080, 17.655340 | 10011901020001 | Ladda upp en bild av detta fornminne      |
| Ytterjärna 103:1             | Stensättning                     |              | Ytterjärna, Södermanland |                      | 59.096762, 17.660342 | 10011901030001 | Ladda upp en bild av detta fornminne      |
| Ytterjärna 105:1             | Röse                             |              | Ytterjärna, Södermanland |                      | 59.084513, 17.623502 | 10011901050001 | Ladda upp en bild av detta fornminne      |
| Ytterjärna 105:2             | Stensättning                     |              | Ytterjärna, Södermanland |                      | 59.084639, 17.623420 | 10011901050002 | Ladda upp en bild av detta fornminne      |
| Ytterjärna 105:3             | Röse                             |              | Ytterjärna, Södermanland |                      | 59.085107, 17.623245 | 10011901050003 | Ladda upp en bild av detta fornminne      |
| Ytterjärna 106:1             | Röse                             |              | Ytterjärna, Södermanland |                      | 59.082942, 17.624545 | 10011901060001 | Ladda upp en bild av detta fornminne      |
| Ytterjärna 110:1             | Röse                             |              | Ytterjärna, Södermanland |                      | 59.099563, 17.619419 | 10011901100001 | Ladda upp en bild av detta fornminne      |
| Ytterjärna 110:2             | Röse                             |              | Ytterjärna, Södermanland |                      | 59.099456, 17.619375 | 10011901100002 | Ladda upp en bild av detta fornminne      |
| Ytterjärna 110:3             | Stensättning                     |              | Ytterjärna, Södermanland |                      | 59.099431, 17.619705 | 10011901100003 | Ladda upp en bild av detta fornminne      |
| Ytterjärna 111:1             | Röse                             |              | Ytterjärna, Södermanland |                      | 59.102497, 17.619085 | 10011901110001 | Ladda upp en bild av detta fornminne      |
| Ytterjärna 112:1             | Röse                             |              | Ytterjärna, Södermanland |                      | 59.102543, 17.620678 | 10011901120001 | Ladda upp en bild av detta fornminne      |
| Ytterjärna 113:1             | Stensättning                     |              | Ytterjärna, Södermanland |                      | 59.094251, 17.622062 | 10011901130001 | Ladda upp en bild av detta fornminne      |
| Ytterjärna 116:1             | Gravfält                         |              | Ytterjärna, Södermanland |                      | 59.063431, 17.599144 | 10011901160001 | Ladda upp en bild av detta fornminne      |
| Sö 349 (Ytterjärna 116:2)    | Runristning                      |              | Ytterjärna, Södermanland | Lideby               | 59.063071, 17.599359 | 10011901160002 | Ladda upp en till bild av detta fornminne |
| Ytterjärna 117:1             | Röse                             |              | Ytterjärna, Södermanland |                      | 59.063256, 17.596677 | 10011901170001 | Ladda upp en bild av detta fornminne      |
| Ytterjärna 118:1             | Gravfält                         |              | Ytterjärna, Södermanland |                      | 59.065689, 17.597697 | 10011901180001 | Ladda upp en bild av detta fornminne      |
| Ytterjärna 119:1             | Gravfält                         |              | Ytterjärna, Södermanland |                      | 59.062943, 17.601682 | 10011901190001 | Ladda upp en bild av detta fornminne      |
| Ytterjärna 120:1             | Stensättning                     |              | Ytterjärna, Södermanland |                      | 59.063981, 17.590043 | 10011901200001 | Ladda upp en bild av detta fornminne      |
| Ytterjärna 122:1             | Hällristning                     |              | Ytterjärna, Södermanland |                      | 59.089453, 17.606936 | 10011901220001 | Ladda upp en bild av detta fornminne      |
| Ytterjärna 123:1             | Hällristning                     |              | Ytterjärna, Södermanland |                      | 59.087573, 17.605148 | 10011901230001 | Ladda upp en bild av detta fornminne      |
| Ytterjärna 123:2             | Hällristning                     |              | Ytterjärna, Södermanland |                      | 59.087586, 17.605127 | 10011901230002 | Ladda upp en bild av detta fornminne      |
| Ytterjärna 123:3             | Hällristning                     |              | Ytterjärna, Södermanland |                      | 59.087586, 17.605140 | 10011901230003 | Ladda upp en bild av detta fornminne      |
| Ytterjärna 124:1             | Röse                             |              | Ytterjärna, Södermanland |                      | 59.117778, 17.641107 | 10011901240001 | Ladda upp en bild av detta fornminne      |
| Ytterjärna 125:1             | Grav- och boplatsområde          |              | Ytterjärna, Södermanland |                      | 59.118453, 17.642293 | 10011901250001 | Ladda upp en bild av detta fornminne      |
| Ytterjärna 125:2             | Hällristning                     |              | Ytterjärna, Södermanland |                      | 59.118680, 17.644004 | 10011901250002 | Ladda upp en bild av detta fornminne      |
| Ytterjärna 126:1             | Gravfält                         |              | Ytterjärna, Södermanland |                      | 59.077655, 17.603421 | 10011901260001 | Ladda upp en bild av detta fornminne      |
| Ytterjärna 128:1             | Stensättning                     |              | Ytterjärna, Södermanland |                      | 59.073148, 17.602127 | 10011901280001 | Ladda upp en bild av detta fornminne      |
| Ytterjärna 128:2             | Stensättning                     |              | Ytterjärna, Södermanland |                      | 59.073344, 17.601825 | 10011901280002 | Ladda upp en bild av detta fornminne      |
| Ytterjärna 129:1             | Stensättning                     |              | Ytterjärna, Södermanland |                      | 59.073060, 17.593133 | 10011901290001 | Ladda upp en bild av detta fornminne      |
| Ytterjärna 130:1             | Gravfält                         |              | Ytterjärna, Södermanland |                      | 59.088624, 17.610277 | 10011901300001 | Ladda upp en bild av detta fornminne      |
| Ytterjärna 131:1             | Stensättning                     |              | Ytterjärna, Södermanland |                      | 59.090206, 17.609551 | 10011901310001 | Ladda upp en bild av detta fornminne      |
| Ytterjärna 131:2             | Stensättning                     |              | Ytterjärna, Södermanland |                      | 59.089874, 17.609506 | 10011901310002 | Ladda upp en bild av detta fornminne      |
| Sö 345 (Ytterjärna 132:1)    | Runristning                      |              | Ytterjärna, Södermanland | Ytterjärna kyrka     | 59.075862, 17.617480 | 10011901320001 | Ladda upp en till bild av detta fornminne |
| Sö 345B (Ytterjärna 132:2)   | Runstensfragment                 |              | Ytterjärna, Södermanland | Ytterjärna kyrka     | 59.075803, 17.617369 | 10011901320002 | Ladda upp en till bild av detta fornminne |
| Ytterjärna 133:1             | Gravfält                         |              | Ytterjärna, Södermanland |                      | 59.071788, 17.619187 | 10011901330001 | Ladda upp en bild av detta fornminne      |
| Ytterjärna 134:1             | Gravfält                         |              | Ytterjärna, Södermanland |                      | 59.067276, 17.617983 | 10011901340001 | Ladda upp en bild av detta fornminne      |
| Ytterjärna 135:1             | Hög                              |              | Ytterjärna, Södermanland |                      | 59.068560, 17.618744 | 10011901350001 | Ladda upp en bild av detta fornminne      |
| Ytterjärna 137:1             | Stensättning                     |              | Ytterjärna, Södermanland |                      | 59.066350, 17.624785 | 10011901370001 | Ladda upp en bild av detta fornminne      |
| Ytterjärna 138:1             | Gravfält                         |              | Ytterjärna, Södermanland |                      | 59.065947, 17.625837 | 10011901380001 | Ladda upp en bild av detta fornminne      |
| Ytterjärna 140:1             | Stensättning                     |              | Ytterjärna, Södermanland |                      | 59.058635, 17.622168 | 10011901400001 | Ladda upp en bild av detta fornminne      |
| Ytterjärna 142:4             | Stensättning                     |              | Ytterjärna, Södermanland |                      | 59.042617, 17.627758 | 10011901420004 | Ladda upp en bild av detta fornminne      |
| Ytterjärna 143:1             | Stensättning                     |              | Ytterjärna, Södermanland |                      | 59.071890, 17.609919 | 10011901430001 | Ladda upp en bild av detta fornminne      |
| Sö 348 (Ytterjärna 144:1)    | Runristning                      |              | Ytterjärna, Södermanland | Kjulsta              | 59.058882, 17.590970 | 10011901440001 | Ladda upp en till bild av detta fornminne |
| Ytterjärna 145:1             | Gravfält                         |              | Ytterjärna, Södermanland |                      | 59.057798, 17.585775 | 10011901450001 | Ladda upp en bild av detta fornminne      |
| Ytterjärna 146:1             | Stensättning                     |              | Ytterjärna, Södermanland |                      | 59.055217, 17.589535 | 10011901460001 | Ladda upp en bild av detta fornminne      |
| Ytterjärna 146:2             | Stensättning                     |              | Ytterjärna, Södermanland |                      | 59.055173, 17.590265 | 10011901460002 | Ladda upp en bild av detta fornminne      |
| Ytterjärna 147:1             | Stensättning                     |              | Ytterjärna, Södermanland |                      | 59.054584, 17.594321 | 10011901470001 | Ladda upp en bild av detta fornminne      |
| Ytterjärna 148:1             | Stensättning                     |              | Ytterjärna, Södermanland |                      | 59.054671, 17.592808 | 10011901480001 | Ladda upp en bild av detta fornminne      |
| Ytterjärna 149:1             | Stensättning                     |              | Ytterjärna, Södermanland |                      | 59.057999, 17.582584 | 10011901490001 | Ladda upp en bild av detta fornminne      |
| Ytterjärna 149:2             | Stensättning                     |              | Ytterjärna, Södermanland |                      | 59.057705, 17.582398 | 10011901490002 | Ladda upp en bild av detta fornminne      |
| Ytterjärna 149:3             | Stensättning                     |              | Ytterjärna, Södermanland |                      | 59.057553, 17.582270 | 10011901490003 | Ladda upp en bild av detta fornminne      |
| Ytterjärna 151:1             | Stensättning                     |              | Ytterjärna, Södermanland |                      | 59.057079, 17.584797 | 10011901510001 | Ladda upp en bild av detta fornminne      |
| Ytterjärna 151:2             | Stensättning                     |              | Ytterjärna, Södermanland |                      | 59.057187, 17.584784 | 10011901510002 | Ladda upp en bild av detta fornminne      |
| Ytterjärna 151:3             | Stensättning                     |              | Ytterjärna, Södermanland |                      | 59.057135, 17.584572 | 10011901510003 | Ladda upp en bild av detta fornminne      |
| Ytterjärna 152:1             | Stensättning                     |              | Ytterjärna, Södermanland |                      | 59.056335, 17.583843 | 10011901520001 | Ladda upp en bild av detta fornminne      |
| Ytterjärna 154:1             | Gravfält                         |              | Ytterjärna, Södermanland |                      | 59.055167, 17.606536 | 10011901540001 | Ladda upp en bild av detta fornminne      |
| Ytterjärna 156:1             | Grav- och boplatsområde          |              | Ytterjärna, Södermanland |                      | 59.054614, 17.598191 | 10011901560001 | Ladda upp en bild av detta fornminne      |
| Ytterjärna 157:1             | Röse                             |              | Ytterjärna, Södermanland |                      | 59.051761, 17.605016 | 10011901570001 | Ladda upp en bild av detta fornminne      |
| Ytterjärna 160:1             | Gravfält                         |              | Ytterjärna, Södermanland |                      | 59.086668, 17.608534 | 10011901600001 | Ladda upp en bild av detta fornminne      |
| Ytterjärna 162:1             | Gravfält                         |              | Ytterjärna, Södermanland |                      | 59.066470, 17.625693 | 10011901620001 | Ladda upp en bild av detta fornminne      |
| Ytterjärna 163:1             | Stensättning                     |              | Ytterjärna, Södermanland |                      | 59.103792, 17.614847 | 10011901630001 | Ladda upp en bild av detta fornminne      |
| Ytterjärna 163:2             | Stensättning                     |              | Ytterjärna, Södermanland |                      | 59.103624, 17.615126 | 10011901630002 | Ladda upp en bild av detta fornminne      |
| Ytterjärna 167:1             | Stensättning                     |              | Ytterjärna, Södermanland |                      | 59.114215, 17.604143 | 10011901670001 | Ladda upp en bild av detta fornminne      |
| Ytterjärna 168:1             | Gravfält                         |              | Ytterjärna, Södermanland |                      | 59.057605, 17.645692 | 10011901680001 | Ladda upp en bild av detta fornminne      |
| Ytterjärna 169:1             | Stensättning                     |              | Ytterjärna, Södermanland |                      | 59.079280, 17.659314 | 10011901690001 | Ladda upp en bild av detta fornminne      |
| Ytterjärna 170:1             | Stensättning                     |              | Ytterjärna, Södermanland |                      | 59.065065, 17.598083 | 10011901700001 | Ladda upp en bild av detta fornminne      |
| Ytterjärna 170:2             | Stensättning                     |              | Ytterjärna, Södermanland |                      | 59.065135, 17.598225 | 10011901700002 | Ladda upp en bild av detta fornminne      |
| Ytterjärna 170:3             | Stensättning                     |              | Ytterjärna, Södermanland |                      | 59.064966, 17.598097 | 10011901700003 | Ladda upp en bild av detta fornminne      |
| Ytterjärna 170:4             | Stensättning                     |              | Ytterjärna, Södermanland |                      | 59.064779, 17.597916 | 10011901700004 | Ladda upp en bild av detta fornminne      |
| Ytterjärna 176:1             | Stensättning                     |              | Ytterjärna, Södermanland |                      | 59.114669, 17.649845 | 10011901760001 | Ladda upp en bild av detta fornminne      |
| Ytterjärna 177:1             | Stensättning                     |              | Ytterjärna, Södermanland |                      | 59.115888, 17.653633 | 10011901770001 | Ladda upp en bild av detta fornminne      |
| Ytterjärna 178:1             | Gravfält                         |              | Ytterjärna, Södermanland |                      | 59.112122, 17.652356 | 10011901780001 | Ladda upp en bild av detta fornminne      |
| Ytterjärna 179:1             | Hög                              |              | Ytterjärna, Södermanland |                      | 59.120000, 17.649212 | 10011901790001 | Ladda upp en bild av detta fornminne      |
| Ytterjärna 179:2             | Stensättning                     |              | Ytterjärna, Södermanland |                      | 59.119917, 17.648909 | 10011901790002 | Ladda upp en bild av detta fornminne      |
| Ytterjärna 179:3             | Hög                              |              | Ytterjärna, Södermanland |                      | 59.120185, 17.649489 | 10011901790003 | Ladda upp en bild av detta fornminne      |
| Ytterjärna 180:1             | Gravfält                         |              | Ytterjärna, Södermanland |                      | 59.114779, 17.595122 | 10011901800001 | Ladda upp en bild av detta fornminne      |
| Ytterjärna 181:1             | Hög                              |              | Ytterjärna, Södermanland |                      | 59.116988, 17.588489 | 10011901810001 | Ladda upp en bild av detta fornminne      |
| Ytterjärna 182:1             | Stensättning                     |              | Ytterjärna, Södermanland |                      | 59.114182, 17.588333 | 10011901820001 | Ladda upp en bild av detta fornminne      |
| Ytterjärna 182:2             | Stensättning                     |              | Ytterjärna, Södermanland |                      | 59.114290, 17.588285 | 10011901820002 | Ladda upp en bild av detta fornminne      |
| Ytterjärna 183:1             | Stensättning                     |              | Ytterjärna, Södermanland |                      | 59.113327, 17.585754 | 10011901830001 | Ladda upp en bild av detta fornminne      |
| Ytterjärna 183:2             | Stensättning                     |              | Ytterjärna, Södermanland |                      | 59.113238, 17.585751 | 10011901830002 | Ladda upp en bild av detta fornminne      |
| Ytterjärna 183:3             | Stensättning                     |              | Ytterjärna, Södermanland |                      | 59.113413, 17.586229 | 10011901830003 | Ladda upp en bild av detta fornminne      |
| Ytterjärna 187:1             | Gravfält                         |              | Ytterjärna, Södermanland |                      | 59.114617, 17.682352 | 10011901870001 | Ladda upp en bild av detta fornminne      |
| Ytterjärna 189:1             | Gravfält                         |              | Ytterjärna, Södermanland |                      | 59.120096, 17.655761 | 10011901890001 | Ladda upp en bild av detta fornminne      |
| Ytterjärna 190:1             | Stensättning                     |              | Ytterjärna, Södermanland |                      | 59.120686, 17.656380 | 10011901900001 | Ladda upp en bild av detta fornminne      |
| Ytterjärna 191:1             | Röse                             |              | Ytterjärna, Södermanland |                      | 59.092893, 17.606490 | 10011901910001 | Ladda upp en bild av detta fornminne      |
| Ytterjärna 193:1             | Röse                             |              | Ytterjärna, Södermanland |                      | 59.094965, 17.616962 | 10011901930001 | Ladda upp en bild av detta fornminne      |
| Ytterjärna 195:1             | Stensättning                     |              | Ytterjärna, Södermanland |                      | 59.089650, 17.592816 | 10011901950001 | Ladda upp en bild av detta fornminne      |
| Ytterjärna 197:1             | Gravfält                         |              | Ytterjärna, Södermanland |                      | 59.117462, 17.630757 | 10011901970001 | Ladda upp en bild av detta fornminne      |
| Ytterjärna 202:1             | Hällristning                     |              | Ytterjärna, Södermanland |                      | 59.098386, 17.625241 | 10011902020001 | Ladda upp en bild av detta fornminne      |
| Ytterjärna 203:1             | Stensättning                     |              | Ytterjärna, Södermanland |                      | 59.091804, 17.619380 | 10011902030001 | Ladda upp en bild av detta fornminne      |
| Ytterjärna 204:1             | Stensättning                     |              | Ytterjärna, Södermanland |                      | 59.091026, 17.595199 | 10011902040001 | Ladda upp en bild av detta fornminne      |
| Ytterjärna 205:1             | Stensättning                     |              | Ytterjärna, Södermanland |                      | 59.098160, 17.609542 | 10011902050001 | Ladda upp en bild av detta fornminne      |
| Ytterjärna 206:1             | Hällristning                     |              | Ytterjärna, Södermanland |                      | 59.098806, 17.624542 | 10011902060001 | Ladda upp en bild av detta fornminne      |
| Ytterjärna 210:1             | Stensättning                     |              | Ytterjärna, Södermanland |                      | 59.095959, 17.644293 | 10011902100001 | Ladda upp en bild av detta fornminne      |
| Ytterjärna 211:1             | Hällristning                     |              | Ytterjärna, Södermanland |                      | 59.074318, 17.598705 | 10011902110001 | Ladda upp en bild av detta fornminne      |
| Ytterjärna 212:1             | Hällristning                     |              | Ytterjärna, Södermanland |                      | 59.069997, 17.593479 | 10011902120001 | Ladda upp en bild av detta fornminne      |
| Ytterjärna 213:1             | Hällristning                     |              | Ytterjärna, Södermanland |                      | 59.060780, 17.608304 | 10011902130001 | Ladda upp en bild av detta fornminne      |
| Ytterjärna 214:1             | Stensättning                     |              | Ytterjärna, Södermanland |                      | 59.090324, 17.592784 | 10011902140001 | Ladda upp en bild av detta fornminne      |
| Ytterjärna 215:1             | Stensättning                     |              | Ytterjärna, Södermanland |                      | 59.091299, 17.592113 | 10011902150001 | Ladda upp en bild av detta fornminne      |
| Ytterjärna 217:1             | Hällristning                     |              | Ytterjärna, Södermanland |                      | 59.061334, 17.604645 | 10011902170001 | Ladda upp en bild av detta fornminne      |
| Ytterjärna 218:1             | Stensättning                     |              | Ytterjärna, Södermanland |                      | 59.064046, 17.597629 | 10011902180001 | Ladda upp en bild av detta fornminne      |
| Ytterjärna 219:1             | Stensättning                     |              | Ytterjärna, Södermanland |                      | 59.105704, 17.621042 | 10011902190001 | Ladda upp en bild av detta fornminne      |
| Ytterjärna 222:1             | Hällristning                     |              | Ytterjärna, Södermanland |                      | 59.119217, 17.660256 | 10011902220001 | Ladda upp en bild av detta fornminne      |
| Ytterjärna 223:1             | Hällristning                     |              | Ytterjärna, Södermanland |                      | 59.119829, 17.651259 | 10011902230001 | Ladda upp en bild av detta fornminne      |
| Ytterjärna 224:1             | Hällristning                     |              | Ytterjärna, Södermanland |                      | 59.117549, 17.618140 | 10011902240001 | Ladda upp en bild av detta fornminne      |
| Ytterjärna 225:1             | Stensättning                     |              | Ytterjärna, Södermanland |                      | 59.113687, 17.609462 | 10011902250001 | Ladda upp en bild av detta fornminne      |
| Ytterjärna 226:1             | Husgrund, förhistorisk/medeltida |              | Ytterjärna, Södermanland |                      | 59.119029, 17.617949 | 10011902260001 | Ladda upp en bild av detta fornminne      |
| Ytterjärna 228:1             | Stensättning                     |              | Ytterjärna, Södermanland |                      | 59.119838, 17.617127 | 10011902280001 | Ladda upp en bild av detta fornminne      |
| Ekbacken (Ytterjärna 235:2)  | Hällristning                     |              | Ytterjärna, Södermanland |                      | 59.118981, 17.647884 | 10011902350002 | Ladda upp en bild av detta fornminne      |
| Ekbacken (Ytterjärna 235:3)  | Hällristning                     |              | Ytterjärna, Södermanland |                      | 59.119075, 17.648227 | 10011902350003 | Ladda upp en bild av detta fornminne      |
| Ytterjärna 238:1             | Hällristning                     |              | Ytterjärna, Södermanland |                      | 59.059755, 17.591011 | 10011902380001 | Ladda upp en bild av detta fornminne      |
| Ytterjärna 248:1             | Hällristning                     |              | Ytterjärna, Södermanland |                      | 59.070547, 17.590639 | 10011902480001 | Ladda upp en bild av detta fornminne      |
| Ytterjärna 254:1             | Grav- och boplatsområde          |              | Ytterjärna, Södermanland |                      | 59.117861, 17.644528 | 10011902540001 | Ladda upp en bild av detta fornminne      |
| Ytterjärna 255:1             | Hällristning                     |              | Ytterjärna, Södermanland |                      | 59.118735, 17.646464 | 10011902550001 | Ladda upp en bild av detta fornminne      |
| Ytterjärna 256:1             | Hällristning                     |              | Ytterjärna, Södermanland |                      | 59.118907, 17.647404 | 10011902560001 | Ladda upp en bild av detta fornminne      |
| Ytterjärna 265               | Stensättning                     |              | Ytterjärna, Södermanland |                      | 59.121303, 17.610319 | 12000000079514 | Ladda upp en bild av detta fornminne      |
| Ytterjärna 267               | Stensättning                     |              | Ytterjärna, Södermanland |                      | 59.108968, 17.635627 | 12000000133650 | Ladda upp en bild av detta fornminne      |